# 川篇
『川篇』（せんぺん）とは中国の字書。正式名称は『会玉川篇』という。現存しないが、『龍龕手鏡』や『五音篇海』が引用している。小川環樹は四川省で刊行された『玉篇』の一種だろうとする。
『大漢和辞典』の本文に親字の出典として記載されている。